# Adam Kazimierz Mrozowicki
Adam Kazimierz Mrozowicki (ur. 3 marca 1877 we Lwowie, zm. 21 października 1914 w Gajach Wyżnych) – porucznik artylerii wojsk Austrio-Węgier.

## Życiorys
Urodził się 3 marca 1877 roku we Lwowie jako syn Jana Hipolita Mrozowickiego herbu Prus III, ziemianina i urzędnika Wydziału Krajowego we Lwowie oraz Emilii z Ingistoffów herbu własnego; wnuk Franciszka Mrozowickiego, oficera wojsk Księstwa Warszawskiego. W wieku jedenastu lat został osierocony przez ojca, wychowywał się we Lwowie, gdzie pobierał początkowo nauki w C. K. Lwowskim Gimnazjum im. Franciszka Józefa, a następnie od 1890 roku uczył się w C. K. Wyższej Szkole Realnej. Studia podjął w Szkole Praktycznej Gospodarstwa Wiejskiego w Czernichowie, gdzie studiował m.in. razem z Karolem Hubertem Rostworowskim, późniejszym wybitnym dramaturgiem i poetą, muzykiem, publicystą, działaczem Obozu Wielkiej Polski, którą ukończył w 1898 roku.
Często przebywał w majątkach swojej babki Zofii z Małachowskich Ingistoff, wnuczki Ignacego Marchockiego – hrabiego Reduxa na stepach czarnomorskich pod Odessą, tam też w latach 1900-1907 gospodarował razem z siostrą swego ojca Jadwigą Felicjaną Mrozowicką w dzierżawionym od Stanisława i Janiny z Małachowskich Wybranowskich herbu Poraj, majątku Gregoriówka.
W 1901 roku został powołany do wojska austriackiego i rozpoczął służbę w charakterze, najpierw podoficera, a następnie kadeta w 31 Pułku Artylerii Dywizyjnej, który w 1908 roku został przemianowany na 31 Pułk Armat Polowych Austro-Węgier (Feldkanonenregiment 31), stacjonującym w Stanisławowie, którego dowódcą był generał Tadeusz Jordan Rozwadowski. W ramach awansów noworocznych był kolejno awansowany: w 1902 roku ze stopnia podoficera na stopień kadeta rezerwowego, w 1905 roku na stopień kadeta zastępcy oficera, w 1908 roku, na stopień podporucznika artylerii polowej.
W 1909 roku, po ślubie z Zofią Janiną Żelską, nabył od Karola Sławińskiego majątek Korabniki pod Skawiną w powiecie krakowskim, gdzie specjalizował się w hodowli bydła, przede wszystkim rasy holenderskiej. Angażował się w sprawy publiczne, w 1909 roku został kierownikiem kontroli mleczności krów w C. K. Towarzystwie Rolniczym w Krakowie, działającym pod prezesurą hrabiego Zdzisława Tarnowskiego, od 1911 roku był członkiem Związku Hodowców Bydła Nizinnego w Galicji Zachodniej z siedzibą w Krakowie, do którego byli przyjmowani wyłącznie hodowcy bydła holenderskiego i fryzyjskiego czarno- i czerwono-graniastego oraz oldenburskiego. W dniu 13 stycznia 1914 roku Wydział Krajowy Królestwa Galicji i Lodomerii w Krakowie, z nominacji Wydziału Rady powiatowej w Żywcu, powołał jego na funkcję zastępcy członka „komisji licencjujących buhaje” na terenie powiatu politycznego w Podgórzach. Był też również członkiem Galicyjskiego Towarzystwa Łowieckiego we Lwowie. Publikował artykuły fachowe dotyczące hodowli i mleczności bydła w „Tygodniku Rolniczym”, wydawanym w Krakowie.
W działalność polityczną się nie angażował, ale w czerwcu 1913 roku wziął udział w wyborach do Sejmu Krajowego z listy Narodowej Demokracji z powiatu wiejskiego Wadowice-Wieliczka, jako kandydat bezpartyjny, nie uzyskawszy mandatu.
Na początku lipca 1914 roku, jako porucznik rezerwy armii Austro-Węgier, został zmobilizowany i wysłany na front rosyjski ze swoim 31 Pułkiem Armat Polowych (FKR 31), pod dowództwem pułkownika Johanna Michalek`a. Wziął udział w walkach na pierwszej linii frontu w tzw. bitwie galicyjskiej. Pod koniec września, kiedy wojska rosyjskie rozpoczęły pościg, przesuwając front około 130 km na zachód od Lwowa, armia Austrio-Węgierska utraciła w walkach około 326 000 żołnierzy i około 1/3 korpusu oficerskiego. Pod koniec tej kampanii Mrozowicki poległ w dniu 21 października 1914 roku pod Gajami Wyżnymi koło Stryja i został pochowany na pobliskim cmentarzu wojennym w Nieżuchowie.
Poślubił w dniu 16 stycznia 1909 roku w Krakowie Zofię Janinę z Żelskich herbu Ogończyk, córkę Józefa Artura Konstantego z Husiatyna i Klementyny Brzeskiej herbu Bończa, urodzoną w dniu 14 kwietnia 1888 roku w Husiatynie, po owdowieniu dziennikarkę i działaczkę społeczną, która zmarła w dniu 27 września 1970 roku w Gdyni.
Pozostawił synów: Jana Klemensa, Kazimierza Artura oraz Józefa Michała.

## Wywód przodków
| 4. Franciszek Mrozowicki |  |                           |  |  |                              |
|                          |  | 2. Jan Hipolit Mrozowicki |  |  |                              |
| 5. Nikodema Małachowska  |  |                           |  |  |                              |
|                          |  |                           |  |  | 1. Adam Kazimierz Mrozowicki |
| 6. Ignacy Ingistoff      |  |                           |  |  |                              |
|                          |  | 3. Emilia Ingistoff       |  |  |                              |
| 7. Zofia Małachowska     |  |                           |  |  |                              |
|                          |  |                           |  |  |                              |

## Literatura dodatkowa
- Kasper Niesiecki: Mrozowicki herbu Prus. [W:] Korona polska przy złotej wolności starożytnymi wszystkich katedr, prowincji i rycerstwa klejnotami.... T. III. Lwów, 1740, s. 317–318.
- Edward Muszalski: Mrozowicki Józef Michał (1913–1940). [W:] Polski Słownik Biograficzny. T. XXII. Wrocław – Warszawa – Kraków – Gdańsk, 1977, s. 208–209.